# كالمون
كالمون (بالبرتغالية: Calmon‏)؛ بلدية في ولاية سانتا كاتارينا في المنطقة الجنوبية من البرازيل.